# Laphria pusilla
Laphria pusilla là một loài ruồi trong họ Asilidae. Laphria pusilla được Wiedemann miêu tả năm 1828. Loài này phân bố ở vùng Tân nhiệt đới.